# Bundesliga Pur
Bundesliga Pur ist eine Sport-Fernsehsendung des deutschen Privatsenders Sport1, in der die Spiele der 1. Fußball-Bundesliga zusammengefasst gezeigt werden. Ausgestrahlt wird diese Sendung immer sonntags um 9:30 Uhr und 13.30 Uhr.

## Konzept
Bundesliga Pur beschränkt sich auf die wichtigsten Spielszenen der einzelnen Bundesligapartien des jeweiligen Spieltages: bspw. Tore, Verwarnungen, Feldverweise u. Ä. In Bundesliga Pur werden im Gegensatz z. B. zur Sportschau oder dem aktuellen sportstudio keine Interviews gezeigt.

## Rechtevergabe
Für die Verwertungsrechte der Spiele gilt aktuell folgende Regelung:
- Das Freitagsspiel und die Samstagsspiele um 15:30 Uhr laufen exklusiv um 18:30 Uhr in der Sportschau der ARD.
- Das Samstagsspiel um 18:30 zeigt das ZDF exklusiv im aktuellen sportstudio.
- Die Sonntagsspiele laufen ab 21:45 Uhr in den dritten Programmen der ARD.

Sport1 hält jeweils Zweitverwerterrechte, die folgende Regelungen – jeweils am Sonntag – umfassen:
- Das Freitagsspiel und die Samstagsspiele darf Sport1 ab 09:30 Uhr in Bundesliga Pur zeigen.

## Bundesliga – Der Sonntag
In der Sendung Bundesliga – Der Sonntag wurden die Sonntagsspiele der 1. Fußball-Bundesliga zusammengefasst gezeigt. Anders als Bundesliga Pur wurde die Sendung moderiert und zum Teil live ausgestrahlt. Moderatoren waren u. a. Frank Buschmann oder Klaus Gronewald. Die Rechte von Sport1 schlossen die Ausstrahlung aller Sonntagsspiele, unabhängig von der Anzahl, ein. Die Sendung wurde immer sonntags um 22:00 Uhr nach der Wiederholung von Bundesliga Pur im Rahmen des so genannten „DSF Super Sonntags“ gesendet. Die Sendung wurde zur Saison 2009/2010 durch „Bundesliga Pur II“ ersetzt.

## Bundesliga Pur II
In Bundesliga Pur II wurden alle Spiele des Spieltages noch einmal zusammengefasst. Darin befanden sich auch die Sonntagsspiele, die zuvor in den Dritten Programmen der ARD gezeigt wurden. Sendetermin war Sonntag um 23:00 Uhr.